# 新英格蘭 (喬治亞州)
新英格蘭（英語：New England）是位於美國喬治亞州戴德縣的一個非建制地區。該地的面積和人口皆未知。

## 地理
新英格蘭的座標為34°54′37″N 85°28′49″W / 34.91028°N 85.48028°W，而該地的平均海拔高度為218米（即715英尺）。